# Mimulosia perineti
Mimulosia perineti är en fjärilsart som beskrevs av De Toulgoët 1958. Mimulosia perineti ingår i släktet Mimulosia och familjen björnspinnare. Inga underarter finns listade i Catalogue of Life.